# Пежо тип 81
Пежо тип 81 (фр. Peugeot Type 81) је моторно возило произведено 1906. године од стране француског произвођача аутомобила Пежо у њиховој фабрици у Оданкуру. У том раздобљу је укупно произведено 251 јединица.
Возило покреће четвороцилиндрични четворотактни мотор који је постављен напред, а преко ланчаног преноса је пренет погон на задње точкове. Његова максимална снага била је 12 КС и запремине 2.207 cm³.
Тип 81 је произведен у варијантама 81 А и 81 Б са међуосовинским растојањем 278 цм и размаком точкова 132 цм. Облик каросерије је дупли фетон, торпедо, купе, кабриолет и има места за четири особе.

## Галерија
- Пежо тип 81 Б из 1906
- Пежо тип 81
- Пежо тип 81